# Deicide
Deicide so ameriška death metal skupina, ustanovljena leta 1987.
Beseda Deicide v latinščini pomeni umor boga, največkrat je uporabljena v kontekstu krščanstva, umor Jezusa Kristusa.

## Člani

### Sedanja zasedba
- Glen Benton - vokal, bas (1987–danes)
- Steve Asheim - bobni (1987–danes)
- Jack Owen - kitara (2005–danes)

### Nekdanji člani
- Brian Hoffman - kitara (1987–2004)
- Eric Hoffman - kitara (1987–2004)
- Ralph Santolla - kitara (2005–2007), član zasedbe na touru Till Death Do Us Part

### Člani na turnejah
- Dave Suzuki - kitara (2004–2005)
- Seth Van Loo - vokal (2007), zamenjava za Glena Bentona
- Garbathy »Yaha« - vokal (2007), zamenjava za Glen Benton (po Van Looju)

## Diskografija

### Studijski albumi
- Deicide (1990)
- Legion (1992)
- Once Upon the Cross (1995)
- Serpents of the Light (1997)
- Insineratehymn (2000)
- In Torment in Hell (2001)
- Scars of the Crucifix (2004)
- The Stench of Redemption (2006)
- Till Death Do Us Part (2008)
- To Hell with God (2011)
- In the Minds of Evil (2013)
- Overtures of Blasphemy (2018)
- Banished by Sin (2024)

### Kompilacije
- Amon, Feasting the Beast (1993)
- The Best of Deicide (2003)

### Live albumi
- When Satan Lives (1998)
- Doomsday L.A. (2007)

## DVDji
- When London Burns (2006)
- Doomsday L.A. (2007)